# Kishida Kyoudan & The Akeboshi Rockets
Kishida Kyoudan & The Akeboshi Rockets (яп. 岸 田 教 団 & THE 明星 ロ ケ ッ ツ, укр. Кішіда кьодан андо за акебоші рокеццу) — японський рок-гурт, заснований 2004 року.

## Історія
Гурт дебютував 2010 року з випуском синглу «Highschool of the Dead», що був заголовною темою однойменного аніме телесеріалу.
30 жовтня 2013 року гурт випустив свій другий сингл «Strike the Blood», що також є темою однойменного аніме телесеріалу.
Третій сингл «Gate (Sore wa Akatsuki no You ni)» вийшов 29 липня 2015 року, використовується як тема аніме телесеріалу «Gate».
Четвертий сингл «Gate II (Sekai o Koete)» вийшов 27 січня 2016 року, використовується як тема другого сезону «Gate».
П'ятий сингл «Tenkyou no Alderamin» вийшов 20 липня 2016 року, використовується як тема відкриття анімаційного телесеріалу 2016 року «Alderamin on the Sky».
Шостий сингл «Blood on the EDGE» вийшов 26 грудня 2016 рок, використовується тема анімаційного серіалу OVA 2016 року «Strike the Blood II».
Сьомий сингл «Stray» був випущений 7 лютого 2018 року і використовується як тема анімаційного серіалу «Hakata Tonkotsu Ramens». Їхній восьмий і останній сингл, «Nameless Story», що вийшов 29 січня 2020 року, є завершальною темою для «A Sometain Scientific Railgun T», третього сезону анімаційного серіалу «A Sometain Scientific Railgun».

## Склад
- Kishida — бас, гітара
- ichigo — вокал
- Hayapi — гітара
- ~Micchan — ударні

## Дискографія
- 2010 — «Highschool of the Dead»
- 2013 — «Strike the Blood»
- 2015 — «Gate (Sore wa Akatsuki no You ni)»
- 2016 — «Gate II (Sekai o Koete)»
- 2016 — «Tenkyou no Alderamin»
- 2016 — «Blood on the EDGE»
- 2018 — «Stray»
- 2020 — «Nameless Story»